# Heinrich von Enslingen
Heinrich von Enslingen († 1406 in Murrhardt) war ein katholischer Priester, Benediktiner und Abt des Klosters St. Januarius in Murrhardt.

## Leben und Wirken

### Herkunft und frühe Jahre

Wappen des Adelsgeschlechtes von Enslingen

Heinrich entstammte dem niederadligen Geschlecht der Herren von Enslingen, die im heutigen Teilort der Gemeinde Untermünkheim bei Schwäbisch Hall begütert waren.
Heinrich von Enslingen ist einer der schillerndsten Äbte in der langen Geschichte des Murrhardter Klosters, der das Abtsamt zweimal innehatte. 
Die erste urkundliche Erwähnung Heinrichs erfolgte im Jahr 1379 als Konventuale im Murrhardt benachbarten Kloster Comburg. Im folgenden Jahr versuchte er, den Konflikt auszunutzen, in dem der Gegenpapst Clemens VII., der im französischen Avignon residierte, zum römischen Urban VI. stand, und griff nach der Abtswürde der Comburger Mönchsgemeinschaft. Durch Leistung der päpstlichen Servitien an Clemens VII. erhoffte sich Heinrich eine Bestätigung als Klostervorstand gegen den bereits in diesem Amt stehenden Abt Erkinger Veldner. Die Bestrebungen des Enslingers scheiterten jedoch an den Widerständen des Comburg Klosterkonvents, dessen Mönche sich mehrheitlich für Papst Urban VI. entschieden und Heinrich ihre Unterstützung versagten. Da sich sein Ansehen bei den Brüdern der Comburg nach dem gescheiterten Umsturzversuch sicherlich merklich verschlechtert hatte, nutzte Heinrich die seinerzeit verworrene Situation im Kloster Murrhardt aus, um dort nach der Amtswürde zu greifen.

### Die erste Murrhardter Abtswahl
Nachdem der bisherige Abt von Murrhardt, Konrad von Maienfels, spätestens im Jahr 1381 verstorben war und auch der Vogt des Klosters, Graf Albrecht II. von Löwenstein kurz darauf verschied, war das Kloster führungslos, was ein Teil des Mönchskollegiums durch die Wahl ihres Mitbruders Eckhard zum Abt zu beenden bestrebt war. Unterstützt durch die Anhänger des Gegenpapstes Clemens VII. im Konvent, ließ sich auch Heinrich von Enslingen zum Murrhardter Abt wählen – das abendländische Schisma hatte mit Abt und Gegenabt nun auch das Murrhardter Kloster erreicht. Zwar gelang es Heinrich, für die Dauer eines knappen Jahres innerhalb des Mönchsgemeinschaft die Oberhand zu gewinnen, doch der Verkauf der Hälfte der Grafschaft Löwenstein an den pfälzischen Grafen Ruprecht I. änderte die Machtverhältnisse in der Abtei entscheidend. Als Anhänger Papst Urbans VI. genoss der seit Heinrichs Wahl zum Gegenabt nicht mehr in Erscheinung getretene Eckhard die volle Unterstützung Ruprechts I., der als Mitbegründer des Urbansbundes entschieden die Interessen des römischen Pontifex verfocht, und des Hauses Löwenstein, das seit knapp einhundert Jahren die Klostervögte in Murrhardt stellte. Ohne die Rückendeckung der einflussreichen Vögte konnte Heinrich seine Stellung in der Abtei nicht halten – Eckhard setzte sich letztendlich durch und Heinrich kehrte als einfacher Mönch in das Kloster Comburg zurück, wo er noch 1390 als Konventuale nachgewiesen ist.

### Die zweite Murrhardter Abtswahl
Um 1386 hatten sich die Machtverhältnisse im Umfeld des Murrhardter Klosters erneut verändert – die hochverschuldete Grafschaft Löwenstein war nicht mehr in der Lage, ihren Verpflichtungen gegenüber den Gläubigern nachzukommen, und so ging im Jahr 1388 das Amt des Klostervogtes sowie die Herrschaft über die Stadt Murrhardt auf Graf Eberhard II. von Württemberg über. 1391 verschied Abt Eckhard, und aus der Mitte des mehrheitlich treu zum Hause Löwenstein stehenden Mönchskonventes konnte kein geeigneter Nachfolger bestimmt werden, der die Zustimmung des neuen Klostervogtes Eberhard II. gefunden hätte. Als ehemaliger, durch die Grafen von Löwenstein aus seinem Amt gedrängter Hirte der klösterlichen Einrichtung, stellte sich Heinrich von Enslingen erneut zur Wahl und wurde, wohl auf nicht unerheblichen Druck Württembergs hin, von den Konventualen im Jahr 1391 zum zweiten Mal zum Murrhardter Abt gewählt. 
Nach der Übernahme des Amtes durch Heinrich entwickelten sich die zuvor angespannten Beziehungen zwischen Vogt und Kloster sehr gut – dank der Unterstützung durch die Grafen von Württemberg blühte und gedieh das Kloster wirtschaftlich und geistlich in den kommenden Jahrzehnten. 
Abt Heinrich von Enslingen verstarb im Laufe des Jahres 1406 im Kloster Murrhardt und fand seine letzte Ruhestätte in der Klosterkirche vor dem Hochaltar. Sein Nachfolger im Amt des Murrhardter Abtes wurde Johannes von Leuzenbronn der Ältere.